# Geoturystyka

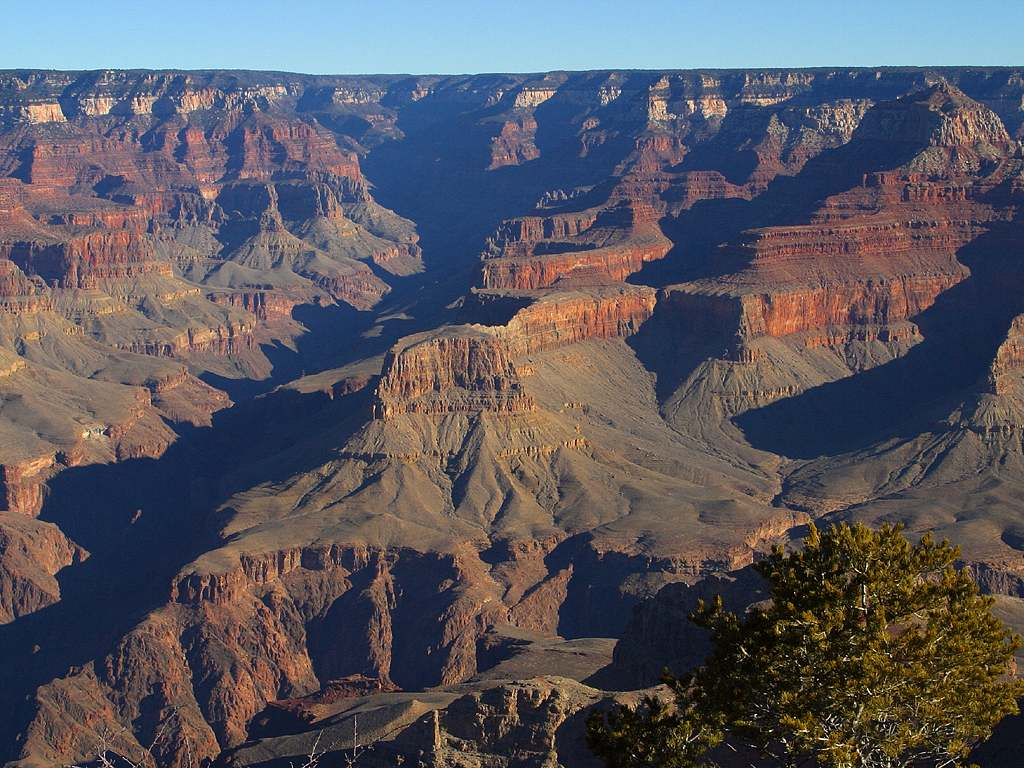
Wielki Kanion Kolorado

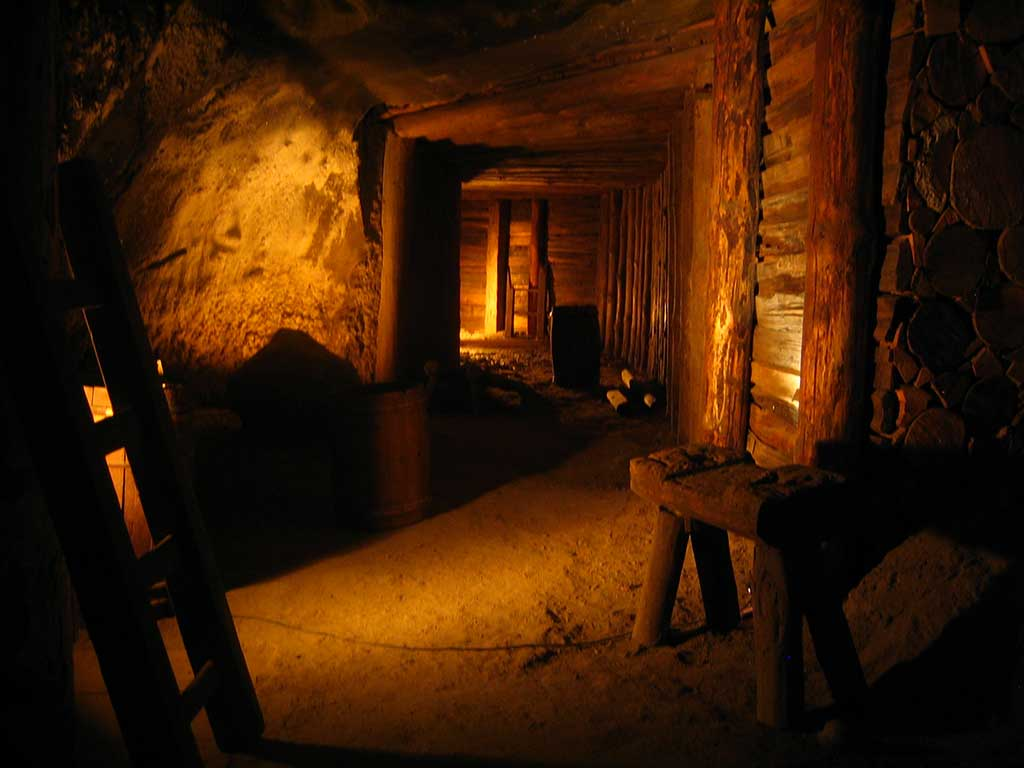
Kopalnia Soli w Wieliczce

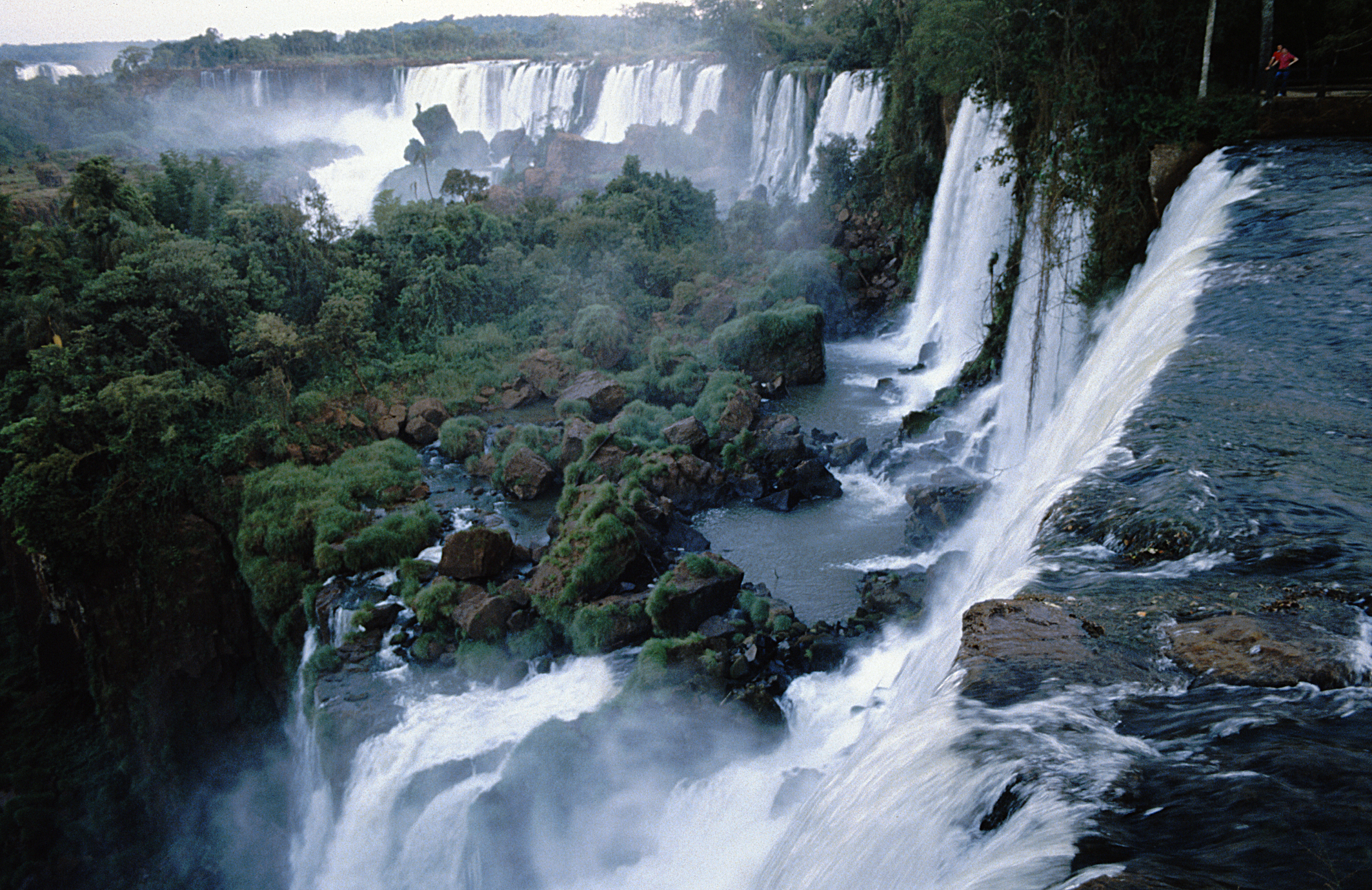
Wodospady Iguaçu

Geoturystyka (ang. geotourism) – forma turystyki bazującej m.in. na obiektach geologicznych, ściśle związana z geologią stosowaną, ochroną przyrody nieożywionej i edukacją geologiczną. Szansą dla rozpowszechnienia idei geoturystyki na szeroką skalę okazała się między innymi koncepcja tworzenia Geoparków UNESCO.

## Przedmiot zainteresowania geoturystyki
W kręgu zainteresowań geoturystyki znajdują się:
- naturalne obiekty oraz procesy geologiczne i geomorfologiczne (np. wybrzeża morskie, formy skalne, wulkany, formy krasowe, gejzery, wydmy ruchome, lodowce, wodospady, nagromadzenia skał, minerałów i skamieniałości);
- obiekty antropogeniczne, związane z eksploatacją kopalin (np. nieczynne kamieniołomy i kopalnie o znaczeniu historycznym);
- ekspozycje i muzea związane z naukami o Ziemi, np. muzea paleontologiczne lub geologiczne (zob. Państwowy Rejestr Muzeów), ekspozycje w Geoparkach);
- wytwory kultury materialnej człowieka – obiekty architektoniczne ze względu na wykorzystany surowiec skalny oraz kamienne elementy ich wyposażenia, np. budowle megalityczne, kamienne zamki, mosty, budowle drążone w skałach, kamienne posadzki;
- kamienne elementy pochodzące z wykopalisk archeologicznych, np. groty strzał, narzędzia kamienne i inne przedmioty użytkowe.

## Definicje geoturystyki
Termin „geoturystyka” został po raz pierwszy zdefiniowany w naukowej literaturze międzynarodowej w 1995 roku w Wielkiej Brytanii przez Thomasa Hose. Zaproponował on następującą definicję geoturystyki:

… zapewnienie takich środków i usług, które umożliwiałyby turystom rozwijanie wiedzy i zrozumienie geologii i geomorfologii odwiedzanego miejsca (włączając jego wkład w rozwój nauk o Ziemi) oraz wykraczałyby poza poziom zwykłych doznań estetycznych

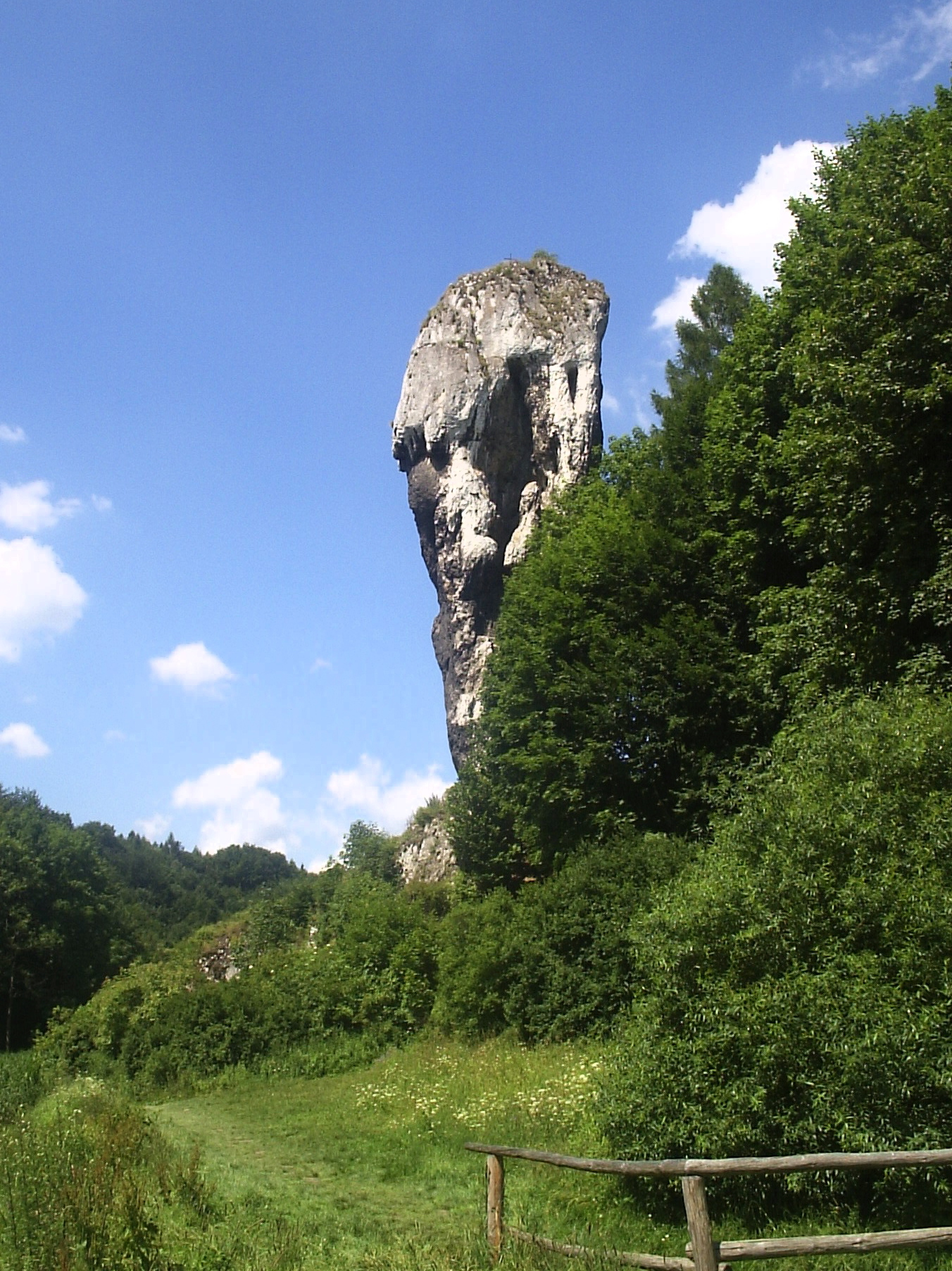
Maczuga Herkulesa, Ojcowski Park Narodowy

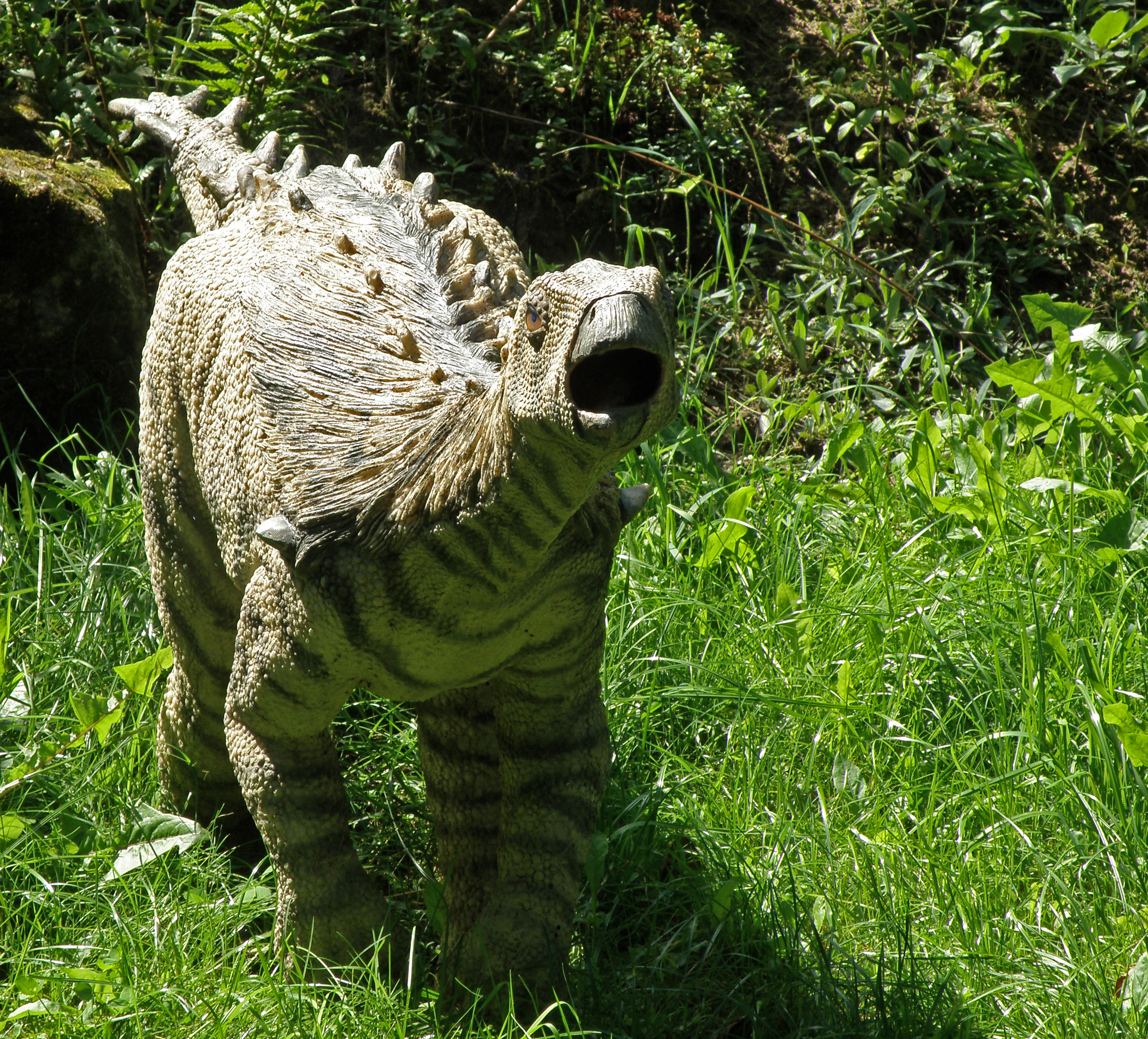
Jura Park w Bałtowie

Z czasem pojawiały się kolejne definicje, mniej lub bardziej rozbudowane, m.in.:
- podróżowanie z nastawieniem na przeżycia, edukację oraz na czerpanie przyjemności w kontakcie z dziedzictwem Ziemi[4] (np. dziedzictwo archeologiczne);
- „dział turystyki poznawczej i/lub nastawionej na przeżycia, bazującej na poznawaniu obiektów i procesów geologicznych oraz doznawaniu w kontakcie z nimi wrażeń estetycznych”[5];
- forma turystyki w środowisku naturalnym, koncentrująca się w szczególności na geologii i krajobrazie. Promuje geostanowiska, ochronę georóżnorodności oraz kładzie nacisk na wzrost świadomości i edukację z zakresu nauk o Ziemi. Idea ta jest realizowana poprzez odwiedzanie przez turystów obiektów geologicznych, z wykorzystaniem tras geoturystycznych, punktów widokowych czy wycieczek z przewodnikiem. Ponadto geoturystykę charakteryzuje pięć kluczowych zasad: geologia jako podstawa geoturystyki, edukacja środowiskowa, dostarczanie satysfakcji odwiedzającym, zgodność z zasadami zrównoważonego rozwoju oraz generowanie lokalnych korzyści[6].

W literaturze międzynarodowej pojawia się również termin „geoturystyka”, w którym przedrostek „geo” nie dotyczy geologii, a geografii. U.S. Travel Association (TIA) i National Geographic Society definiują geoturystykę jako turystykę mającą na celu propagowanie wyjątkowego geograficznego charakteru danego miejsca – jego środowiska, kultury, dziedzictwa, z korzyścią dla lokalnych społeczności.

## Geoturystyka, a inne formy współczesnej turystyki
Najczęściej w literaturze geoturystykę uznaje się za formę:
- turystyki poznawczej (krajoznawczej) – jeżeli celem podróży jest poznawanie walorów przyrody nieożywionej, historii geologicznej regionu, historii eksploatacji kopalin, często w połączeniu z miejscowymi legendami[5][8].

- turystyki kwalifikowanej (aktywnej, specjalistycznej) – jeżeli poznawanie obiektów geoturystycznych wymaga specjalnych umiejętności i/lub sprzętu (np. sprawności fizycznej, specjalistycznych kwalifikacji, sprzętu wspinaczkowego)[5];
- turystyki przyrodniczej (środowiskowej, w środowisku naturalnym) – jeżeli geoturyści w celu poznawania obiektów przebywają na łonie natury, często w obrębie obszarów chronionych oraz odznaczają się świadomością ekologiczną[6];
- turystyki specjalnych zainteresowań (niszowej) – jeżeli motywem wyjazdu jest rozwijanie zainteresowań związanych z naukami o Ziemi[9].

Ponieważ geoturystyka łączy się z wieloma formami turystyki, można uznać ją za niezależną formę.

## Geoturystyka w praktyce
W Polsce do atrakcji geoturystycznych o znaczeniu ponadregionalnym należą np.: Kopalnia Soli w Wieliczce, JuraPark Bałtów, jaskinia Niedźwiedzia w Kletnie czy wydmy ruchome w Słowińskim Parku Narodowym. Tras prowadzących po obiektach geoturystycznych jest stosunkowo mało (np. Małopolski Szlak Geoturystyczny, ścieżka geologiczna „Kamieniołom Kielnik” w gminie Olsztyn). Najczęściej obiekty geoturystyczne włączane są w trasy ogólnopoznawcze, wielotematyczne. Powstają również geoparki, które mogą w przyszłości zyskać miano Geoparków Krajowych i trafić na listę Europejskiej Sieci Geoparków (np. Geopark Kielce, Geopark Kamienny Las na Roztoczu).

## Geoturystyka w szkołach wyższych
Pierwszą uczelnią w Polsce i na świecie, gdzie można było studiować specjalność Geoturystyka była Akademia Górniczo-Hutnicza (AGH) w Krakowie – Wydział Geologii, Geofizyki i Ochrony Środowiska (rok 1999/2000). Obecnie specjalność tą proponują studentom również inne uczelnie państwowe i prywatne, m.in.: Uniwersytet Pedagogiczny w Krakowie, Politechnika Śląska w Gliwicach czy Uniwersytet Techniczny w Koszycach (Technická univerzita v Košiciach).

## Geoturystyka w nauce
Od kilku lat wydawane są czasopisma geoturystyczne, m.in.:
- Geoturystyka/Geotourism – wydawane przez Stowarzyszenie Naukowe im. Stanisława Staszica, wspólnie z Wydziałem Geologii, Geofizyki i Ochrony Środowiska AGH w Krakowie[11];
- Acta Geoturistica – wydawane wspólnie przez Uniwersytet Techniczny w Koszycach, IAGt, Słowacką Akademię Nauki i Uniwersytet P. J. Šafárika w Koszycach[12];
- Geoheritage – wydawane przez wydawnictwo Springer Link[13].

Pojawiają się również książki w całości poświęcone geoturystyce, np.: Geotourism. Sustainability, impacts and management (2006 r.), Geotourism: The Tourism of Geology and Landscape (2010 r.), Global Geotourism Perspectives (2010); Geotourism: a variety of aspects (2011 r.), Geoturystyka (2012 r.).
Zagadnienia geoturystyczne poruszane są także na konferencjach naukowych. W 2004 r. odbyła się I Międzynarodowa Konferencja GeoTour (1st International Conference Geotour), którą na zmianę organizują Wydział Geologii, Geofizyki
i Ochrony Środowiska AGH w Krakowie oraz Uniwersytet Techniczny w Koszycach. W 2008 r. w Australii odbyła się Inaugural Global Geotourism Conference. Na wielu konferencjach geoturystyce są poświęcane sesje tematyczne.